# Nybruksberget
Nybruksberget är ett naturreservat i Arvidsjaurs kommun i Norrbottens län.
Området är naturskyddat sedan 2014 och är 0,6 kvadratkilometer stort. Reservatet omfattar en del av berget med detta namn och våtmarker omkring. Reservatet består av barrblandskog och mer renodlade gran- och tallskog. 